# Synagoga w Rozalinie
Synagoga w Rozalinie – drewniana bóżnica znajdująca się w Rozalinie koło Szawel na Żmudzi. 
Została zbudowana w XIX wieku. Jest budynkiem drewnianym, parterowym i charakteryzuje się naczółkowym dachem.